# Basile Baudin
Pour les articles homonymes, voir Baudin.
Basile Baudin est un ingénieur français et constructeur de ponts métalliques, né le 23 décembre 1876 à Châteauneuf-sur-Loire (Loiret) et mort le 31 janvier 1948 dans cette même ville. Il et le fondateur de l’entreprise Baudin-Chateauneuf.

## Biographie
Il a été le contremaître dans les Établissements Arnodin créé par Ferdinand Arnodin. Il en a démissionné pour diriger la construction de la centrale électrique de Châteauneuf-sur-Loire jusqu'à sa mobilisation en 1914.
En 1919 il fonde avec Georges Imbault, Georges Arnodin et Étienne Thuillier (1877-1958), polytechnicien de la promotion 1897, officier du génie, la société des Établissements Baudin & Compagnie devenue en 1952 Baudin Chateauneuf.
La société a construit des bâtiments en construction métallique, avant de participer à la réalisation de ponts suspendus.
À la suite d'une hémorragie cérébrale, en 1932, il doit céder la direction de l'entreprise à Georges Imbault.